# Benoît Habert
Pour les articles homonymes, voir Habert.
Pour le père de Victor Habert-Dassault, voir Famille Dassault.
 (août 2025).
Motif : Insuffisance en matière de sources secondaires requises. Cf WP:CAA 
- Archive Wikiwix
- Bing
- Cairn
- DuckDuckGo
- E. Universalis
- Gallica
- Google
- G. Books
- G. News
- G. Scholar
- Persée
- Qwant
- (zh) Baidu
- (ru) Yandex
- (wd) trouver des œuvres sur Wikidata

| 1. | Préciser le motif de la pose du bandeau. | Précisez le motif de la pose du bandeau en utilisant la syntaxe suivante : {{admissibilité à vérifier\|date=août 2025\|motif=remplacez ce texte par le motif}}                     |
| 2. | Informer les utilisateurs concernés.     | Pensez à avertir le créateur de l'article, par exemple, en insérant le code ci-dessous sur sa page de discussion : {{subst:avertissement admissibilité à vérifier\|Benoît Habert}} |

Benoît Habert (prononcé [bənwa abɛʁ]), né le 14 août 1987 à Orléans (Loiret), est un historien du droit français. Enseignant-chercheur et maître de conférences, il est reconnu pour ses travaux portant sur le Second Empire et les libertés publiques dans la France du XIXe siècle. Ses recherches se concentrent sur l’évolution des institutions juridiques et politiques sous le règne de Napoléon III, ainsi que sur la construction doctrinale des régimes de liberté en droit public.
Titulaire d’un doctorat en sciences juridiques, il a d’abord exercé sa fonction professorale au sein de l’Université Paris-Saclay jusqu’en 2019. Il a ensuite intégré la communauté académique de l’Université Paris-VIII-Vincennes-Saint-Denis, où il a été nommé au poste de doyen attaché à l’UFR de droit en 2022. Son ouvrage principal, La garantie des libertés, est issu de sa thèse de doctorat soutenue à Paris-Saclay sous la direction des professeurs Brigitte Basdevant-Gaudemet et François Saint-Bonnet.

## Biographie
Benoît Habert est né le 14 août 1987 à Orléans, dans le département du Loiret, en France. Il poursuit ses études de droit à l’Université d'Orléans, sur le campus de La Source, où il obtient une licence en 2009, suivi d’une maîtrise en administration publique et territoriale en 2011. L’année suivante, il complète une seconde maîtrise en histoire du droit à l’Université Paris-Panthéon-Assas, avec un mémoire consacré à la protection des libertés sous le Second Empire, dirigé par le professeur François Saint-Bonnet,. D’autre part, ce dernier le mentionne expressément en note infrapaginale de remerciement pour avoir contribué à un article scientifique publié dans la Revue du droit public à la même époque,. Pour son travail de mémoire, il obtient la bourse doctorale Minou Amir‑Aslani de la Fondation Napoléon en 2013,.
En 2017, il obtient un doctorat en sciences juridiques à l’Université Paris-Saclay, avec une thèse intitulée La garantie des libertés, sous la direction des professeurs Brigitte Basdevant-Gaudemet et Saint-Bonnet. Ce projet de recherche, qui porte sur les régimes de libertés sous Napoléon III, fait l’objet d’une publication en 2022,.

### Carrière
Après avoir travaillé comme attaché temporaire d'enseignement et de recherche (ATER) à Paris-Saclay entre 2015 et 2017, il est sollicité pour intervenir en tant que vacataire et conférencier au sein de nombreuses facultés, notamment l’Université Paris 1, Paris 2, Évry et Le Mans. En 2018, il reçoit les qualifications nécessaires pour devenir maître de conférences en histoire du droit. L’année suivante, il prend ses fonctions à l’Université Paris 8, où il y dispense des enseignements portant sur l’histoire des institutions, le droit constitutionnel, l’histoire du droit administratif et la sociologie historique du droit,.
Depuis 2022, il est doyen de l’UFR de droit et responsable de la licence éponyme à Paris 8,, où il dirige également un des axes d’étude au Centre universitaire de recherches juridiques. Dans ce cadre, il intervient régulièrement lors de conférences-débats relatives à l’histoire du droit,. En 2023, il co-dirige le colloque itinérant « Napoléon III, prince de la modernité », organisé au Palais Bourbon de Paris, aux archives départementales de Lyon et à l’hôtel de ville de Marseille, à l’occasion du cent-cinquantenaire de la mort de l’empereur,. De plus, il est membre de l’Association française de droit pénal (AFDP) et du Conseil national des universités (CNU),, tout en occupant le poste de secrétaire général adjoint de la Société historique des Amis de Napoléon III,.
Parallèlement à ses activités académiques, il s’investit dans le domaine de la danse historique. En effet, il a occupé les fonctions de président de la commission disciplinaire de première instance, de membre du comité éthique et déontologique, ainsi que de juriste en charge de la commission disciplinaire pour Carnet de Bals, une association partenaire de la Fédération française de danse,. Outre sa participation à de nombreux championnats locaux, dont la troisième, septième et huitième édition, il y a été distingué comme danseur le plus exceptionnel par le jury désigné.

## Histoire de l’État et des libertés

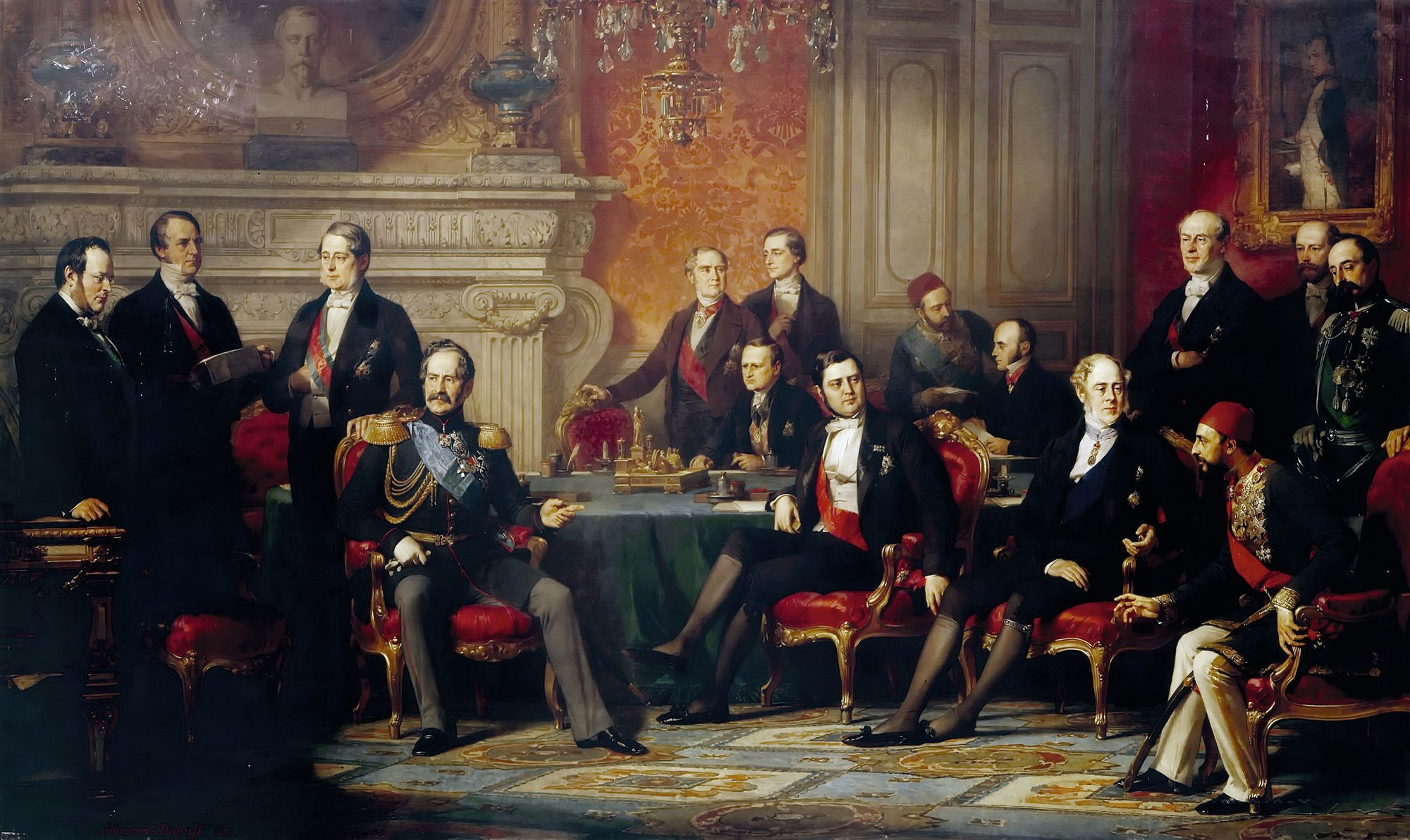
Le Congrès de Paris (1856) par Édouard Dubufe.

Dans son ouvrage La garantie des libertés, Benoît Habert propose une analyse documentée de la manière dont le Second Empire conçoit et organise la protection des droits fondamentaux, tout en s’inscrivant dans l’héritage des principes de 1789. L’auteur met en lumière un paradoxe juridique : un régime qualifié d’autoritaire affirme dès 1852 des garanties explicites en matière de libertés publiques. Ce constat l’amène à retracer une évolution qui commence par une phase de centralisation stricte, puis se dirige vers une libéralisation partielle à partir des années 1860. Le déplacement progressif de la responsabilité de la garantie, de l’État vers des composantes issues de la société, constitue une dynamique centrale du projet.
Au-delà d’une dichotomie simpliste entre autorité et libéralisme, l’étude met en évidence une pluralité de dispositifs par lesquels les libertés sont encadrées ou revendiquées. L’auteur examine les mécanismes politiques, juridiques et administratifs à l’œuvre, ainsi que les tensions entre les principes révolutionnaires et les pratiques du pouvoir impérial. Une attention particulière est portée à l’héritage napoléonien, notamment en ce qui concerne les théories relatives à l’ordre public, la moralité, la censure ou la sûreté. Le traitement réservé aux cultes, qu’ils soient catholique, protestant ou musulman, fait également l’objet d’un développement, montrant comment les enjeux religieux participent d’une politique générale de contrôle encadré.
Dans sa dernière partie, l’ouvrage se penche sur les mutations doctrinales et politiques qui accompagnent la reconfiguration des garanties juridiques. À partir d’un corpus varié composé de textes constitutionnels, d’interventions parlementaires, de jurisprudence et de réflexions théoriques, Habert analyse les contributions d’auteurs tels que Thiers, Proudhon et Jules Simon. Il étudie également le rôle croissant de la société civile dans l’affirmation des droits, à travers les mouvements syndicaux, les réunions publiques et les oppositions politiques. L’ensemble conduit à une relecture du Second Empire, non comme une simple parenthèse autoritaire, mais comme une séquence institutionnelle marquée par l’élaboration progressive de garanties nouvelles au sein d’un cadre juridique en transformation.

## Publications
Cette liste est dynamique en ce qu'elle évolue régulièrement et ne sera peut-être jamais complète. Vous pouvez la compléter en citant des sources fiables.

### En tant qu’auteur
- Benoît Habert, La garantie des libertés : 1852–1870, Paris, La Mémoire du droit, septembre 2022, 470 p. (ISBN 978-2-84539-057-7, OCLC 1345470640)

### En tant que collaborateur
- Guy Lafon, Chemins de liberté : mélanges en l'honneur de Guy Lafon, Clamart, Éditions de la Nouvelle Alliance, novembre 2011, 314 p. (ISBN 978-2-9536667-1-7, OCLC 819282646)
- Pierre-Olivier Chaumet, La Commune de Paris au prisme du droit, Paris, Éditions Mare & Martin, décembre 2022, 238 p. (ISBN 978-2849346563, OCLC 1357147413)
- Pierre-Olivier Chaumet et Catherine Puigelier, La rébellion dans le procès, Paris, Éditions Mare & Martin, juin 2023, 292 p. (ISBN 978-2-84934-772-0, OCLC 1395134617)

### En tant que préfacier
- Pierre-Olivier Chaumet et Catherine Puigelier, Penser la loyauté en droit : mélanges en l'honneur de Christine Youego, Paris, Éditions Mare & Martin, juin 2023, 302 p. (ISBN 978-2-84934-770-6, OCLC 1389821900)
- Pierre-Olivier Chaumet et Catherine Puigelier, La disparition des professeurs de droit ?, Paris, Éditions Mare & Martin, mars 2024, 278 p. (ISBN 978-2386000119, OCLC 1429878022)

## Galerie

Benoît Habert en 2016.
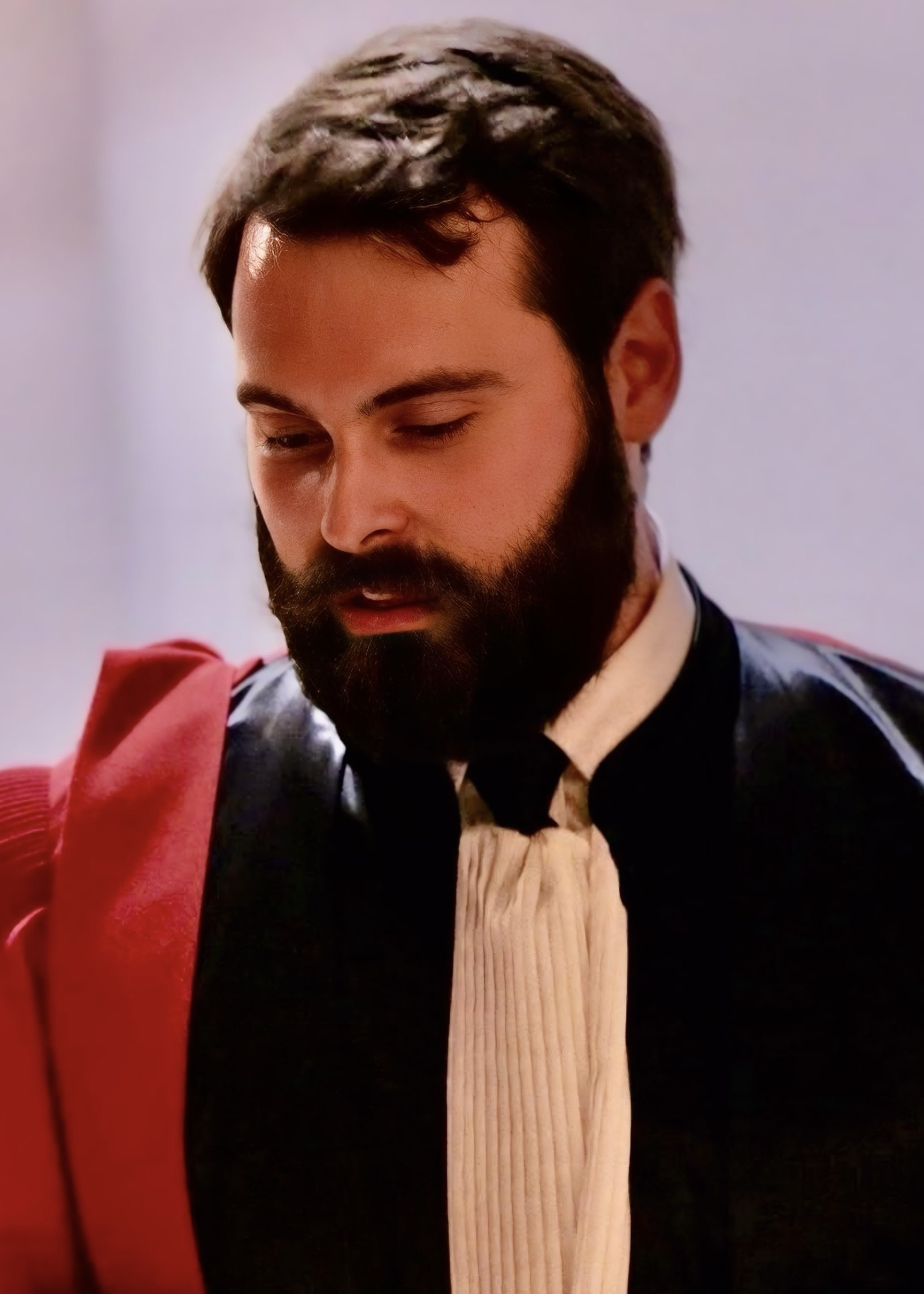
Benoît Habert en 2020.
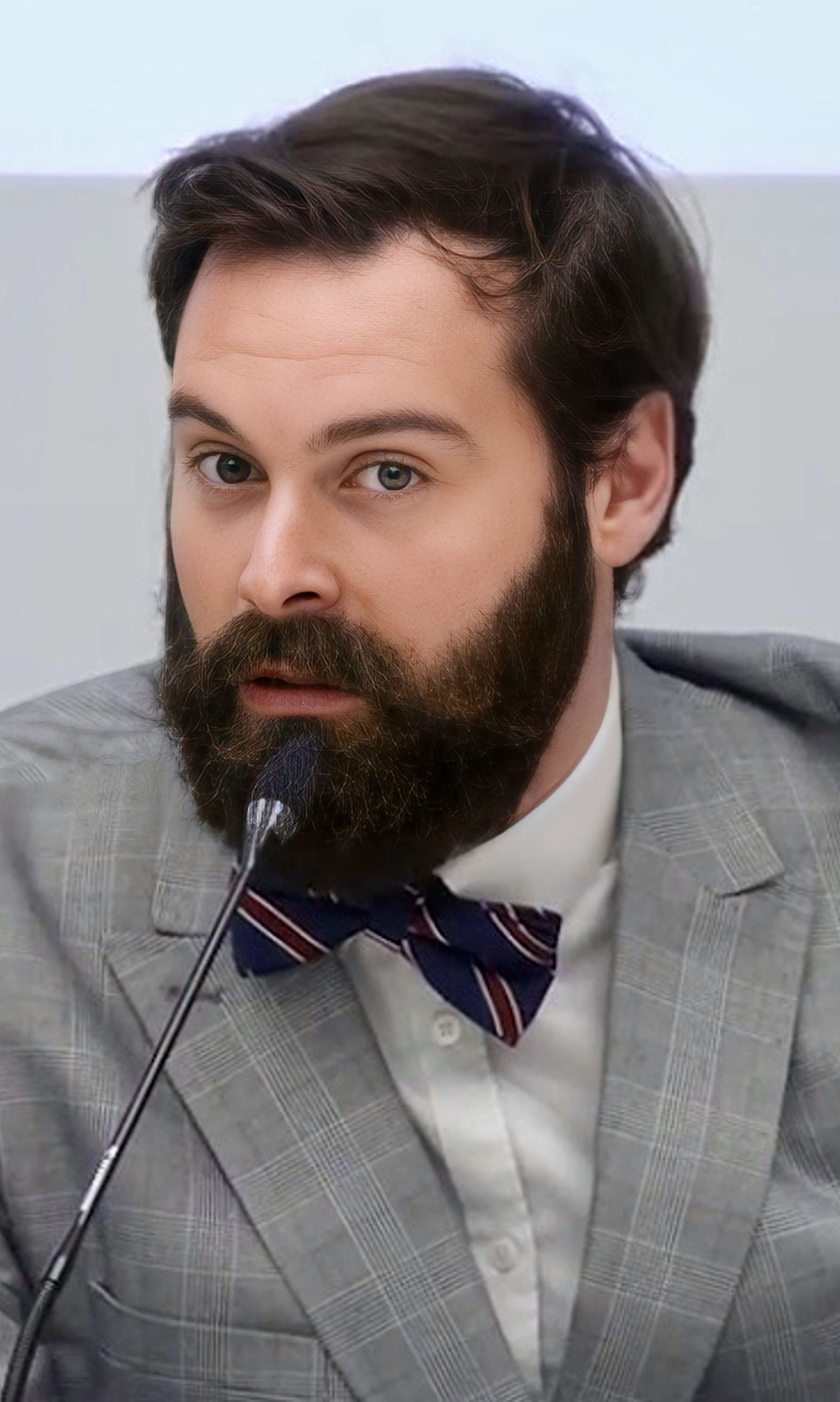
Benoît Habert en 2023.